# Henry M. Jackson Nemzetközi Tanulmányok Intézete

A Henry M. Jackson Nemzetközi Tanulmányok Intézete a Washingtoni Egyetem Bölcsészet- és Természettudományi Főiskolája részeként működő szervezeti egység. A Henry M. Jackson politikus nevét viselő, 1909-ben alapított iskola igazgatója Leela Fernandes.

## Története
Az 1909-ben Herbert Henry Gowen vezetésével létrejött Keleti Tanulmányok Tanszéke 1976-ban intézetté alakult, 1983-ban pedig felvette Henry M. Jackson nevét.
2016-ban az intézet volt az oktatási minisztérium regionális tanulmányokra kiosztható támogatásainak legnagyobb kedvezményezettje. Nyolc regionális tudásközpontja van; a legrégebbi, 1958-ban alapított (Kelet-ázsiai Tanulmányi Központ) a védelmi minisztérium támogatásával jött létre.
2016-ban az intézmény volt a Nemzetközi Ügyek Doktori Iskolái Szövetsége éves találkozójának helyszíne.

## Könyvtár
A Szefárdi Tanulmányok Könyvtára több mint 1500, a szefárd zsidókkal kapcsolatos 16–20. századi könyvet és publikációt tartalmaz ladino, oszmán-török, héber és francia nyelven. A 2012-ben Devin Narr oktató által létrehozott gyűjtemény szinte egésze seattle-ből, az ország harmadik legnagyobb szefárdi közösségéből származik. Ez az Amerikai Egyesült Államok szefárdikkal kapcsolatos legnagyobb elektronikus gyűjteménye.

## Publikációk
Az alapképzésben résztvevő hallgatók által szerkesztett Jackson Journal mellett az intézet kettő, a szakma által idézett folyóiratot (Journal of Japanese Studies és Journal of Korean Studies) is kiad.

## Nevezetes személyek

### Munkatársak
- Charles T. Cross, diplomata[14]
- Darryl N. Johnson, politikus[14]
- France Winddance Twine, szociológus[15]
- Jere L. Bacharach, a Történelem Tanszék oktatója[16]
- Philip N. Howard, szociológus[17]
- T. J. Pempel, politikatudományi oktató[18]

### Hallgatók
- Elizabeth J. Perry, politikatörténész[19]
- Matthew Bannick, vállalkozó[19]
- Rob McKenna, ügyvéd[19]

## Fordítás
- Ez a szócikk részben vagy egészben  a   Henry M. Jackson School of International Studies című angol Wikipédia-szócikk ezen változatának fordításán alapul.  Az eredeti cikk szerkesztőit annak laptörténete sorolja fel. Ez a jelzés csupán a megfogalmazás eredetét és a szerzői jogokat jelzi, nem szolgál a cikkben szereplő információk forrásmegjelöléseként.